# وانغ دونغ (سباح)
وانغ دونغ (مواليد 4 فبراير 1986) هو سبّاح صيني، مثّل بلاده في الألعاب الآسيوية 2006.